# Сузьма
Сузьма (татарськ., узбецьк. «сузьма»), «чакка» (тадж.), «сузме» (туркм.), «каз. сузбе».
Сузьма — кисломолочний продукт. Це більш концентрований катик, до того ж підсолений. Її готують відціджуванням сироватки з катика в спеціально для цієї мети призначеному мішечку, зшитому з легкої білої бавовняної тканини (ситцю, бязі, серпанку) або з багатошарової марлі. Для отримання сузьми, катик заправляють сіллю з розрахунку 1 ч. ложка солі на 1 л катика, зливають в мішечок і відціджують в холодному місці в підвішеному стані протягом 24-30 г. Підсолюють сузьму тільки на півдні — для кращого збереження.
У Татарії сузьму відціджують в мішечках з двошарової марлі протягом 4 год, але така швидкоспіла сузьма менш смачна.
Вживають сузьму так само, як і катик, але частіше для приготування холодних і гарячих супів із зеленню (в Азербайджані — для «довги», в Таджикистані — для «чакки по-таджицькому» і для «голоби»).
Сузьму їдять і просто з хлібом, а також роблять з неї курт.